# Heinrich Zimmer (indolog)
Heinrich Robert Zimmer, född den 6 december 1890 i Greifswald, död den 20 mars 1943 i New Rochelle, New York, var en tysk indolog. Han var son till indologen och keltologen Heinrich Friedrich Zimmer (1851–1910). 
Sedan 2010 finns en professur med Heinrich Zimmers namn. Heinrich Zimmer Chair for Indian Philosophy and Intellectual History besätts av Indian Council for Cultural Relations (ICCR) i Nya Delhi och är knuten till Heidelbergs universitet, där Zimmer, efter att ha varit privatdocent i Greifswald, var professor 1926-38, då han tvangs lämna tjänsten på grund av att hans hustru Christiane, som var dotter till Hugo von Hofmannsthal, var av judiskt ursprung. 
Via England, där han föreläste i Oxford, begav han sig till Förenta Staterna, där han kom att verka vid Columbia University fram till sin död. Stig Wikander skriver om hans vetenskapliga insats i Svensk Uppslagsbok: "I sin originella och personligt formade produktion tolkar Zimmer, bland annat i anslutning till nyare djuppsykologi, de indiska myterna som uttryck för allmänmänskliga erfarenheter."